# Hybrid Synergy Drive

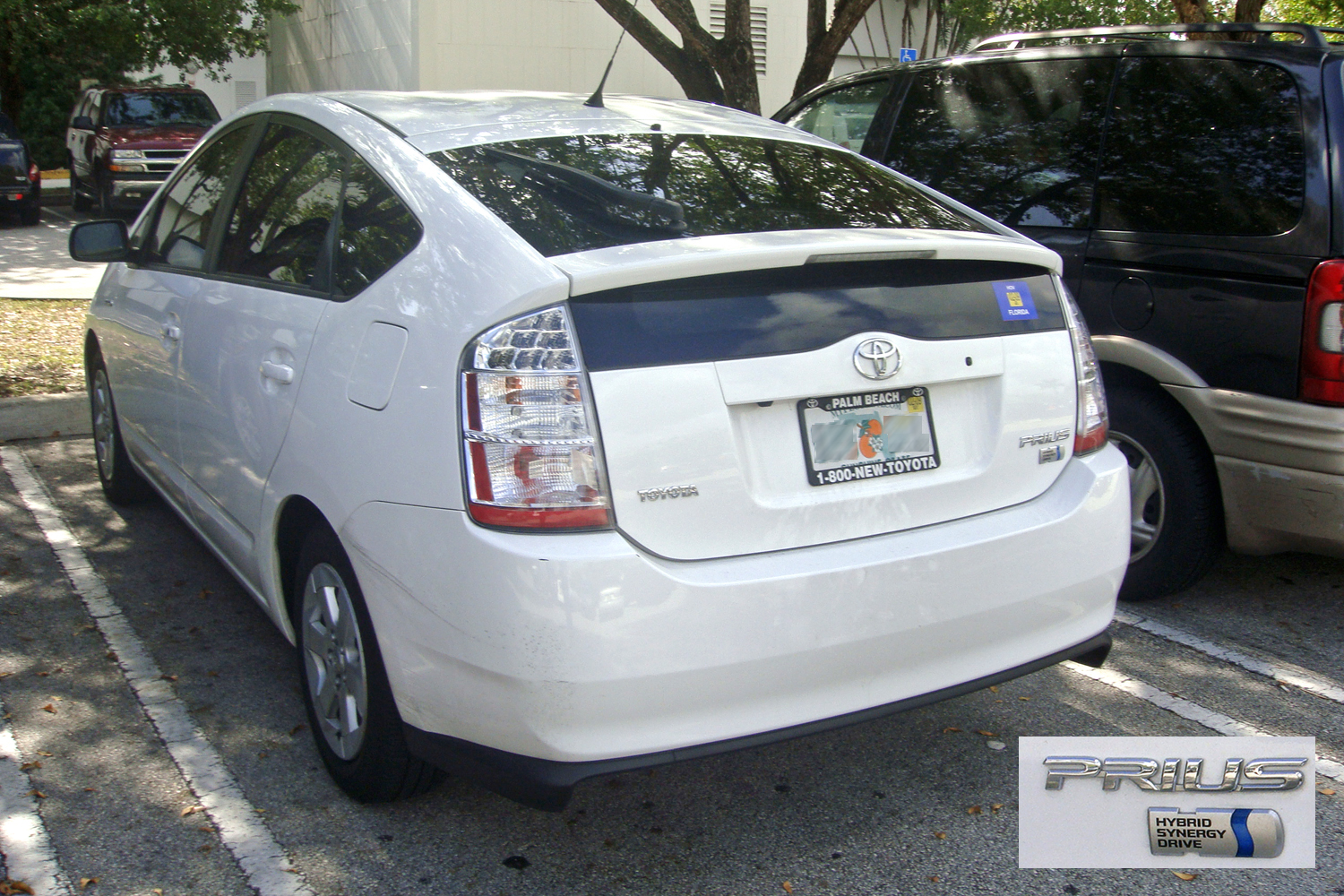
El Toyota Prius utilitza la tecnologia Hybrid Synergy Drive.

Hybrid Synergy Drive (HSD) és la denominació del conjunt de tecnologies per a vehicles híbrids en sèrie-paral·lel desenvolupades per Toyota i utilitzat en automòbils de les marques Toyota (Toyota Prius, Yaris Rock, Toyota Auris HSD, Highlander Hybrid, Camry Hybrid), Lexus (Lexus RX 400h, Lexus GS 450h i Lexus LS 600h/LS 600hL) i en automòbils d'altres marques com el Ford Fusion Hybrid o el Nissan Altima Hybrid, que utilitzen transeixos proporcionats per Aisin Corporation (Aisin Corporation (株式会社アイシン, Kabushiki gaisha Aishin), subsidiària de Toyota dedicada a la comercialització de sistemes de propulsió híbrida sota la seva palesa.

## Descripció

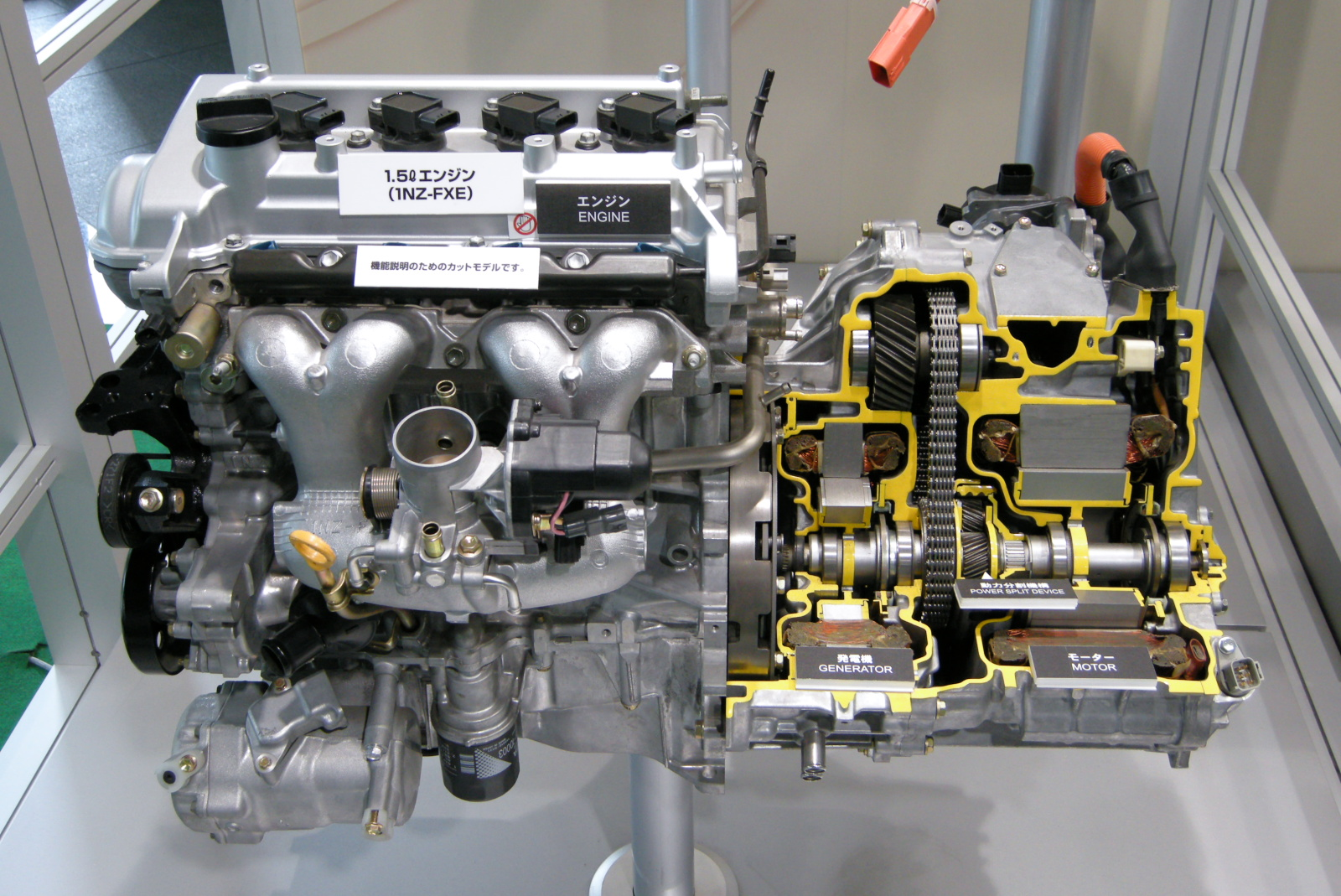
Grup propulsor Toyota 1NZ-FXE -ICE- amb un transjec HSD de primera generació seccionat per apreciar els seus compenents: MG1 (Generador), MG2 (Motor), PSD i cadena de sortida cap al grup.

A diferència d'altres conceptes de cotxe híbrid, el Hybrid Synergy Drive és un sistema en sèrie-paral·lel, caracteritzat per utilitzar un tren epicicloïdal anomenat "Power Split Device" - PSD -per distribuir el parell produït per un motor tèrmic - internal combustion engine o " ICE"- de cicle Atkinson i un motor/generador trifàsic - MG2 - de corrent altern integrats en un transeix juntament amb un segon motor/generador - MG1 - que fa les vegades d'alternador i motor d'arrencada, prescindint a més d'embragatge, convertidor de parell o caixa de canvis pròpiament dita.
Un sistema gairebé idèntic en sèrie-paral·lel basat en un tren epicicloïdal i dos motors generadors pot trobar-se en els transeixos híbrids de Ford des de 2005  i amb algunes diferències en el sistema introduït per grup Chrysler al Chrysler Pacifica Si-EVT Hybrid des 2017  .
D'aquesta manera s'aconsegueix la principal característica; la reducció de peces mòbils que redunda en una gran fiabilitat davant de sistemes que mantenen caixes de canvis convencionals, encara que també implica algunes limitacions, com impossibilitat d'utilitzar el motor tèrmic en marxa enrere, una limitada capacitat de fre motor quan la bateria està completament carregada, o fins i tot la manca de calefacció quan se circulava en mode elèctric en les primeres versions.
Tot i la seva denominació comercial e-CTV - transmissió variable contínua elèctrica - La tecnologia Synergy Drive no té res a veure amb els sistemes basats en la variació entre els diàmetres de politges còniques connectades mitjançant corretges o cadenes. Al seu lloc el sistema híbrid es basa en la interconnexió del motor tèrmic i els dos motors/generadors elèctrics mitjançant el “Dispositiu distribuïdor de Parell”.
Gràcies a aquest senzill dispositiu similar a un mecanisme diferencial, s'utilitza el parell mecànic requerit a MG1 per recarregar la bateria d'alta tensió per regular-ne el règim de gir i a través d'aquest variar contínuament la relació entre els règims de gir de la transmissió i el motor tèrmic. El gir del MG1 connectat al “sol” o engranatge central del sistema epicicloïdal és per tant la clau del sistema, podent aturar-se o girar en ambdós sentits fins a 10.000 rpm tant en mode generador com motor o fins a 6.500 rpm en buit, fent variar contínuament la velocitat relativa del motor tèrmic respecte de les rodes en cada fase de funcionament, permetent fins i tot aturar-se marxa o que la corona giri en sentit contrari al motor tèrmic en marxa enrere.
A l'interior d'un transeix híbrid Hybrid Synergy Drive per tant hi ha el tren d'engranatges planetaris (PSD), els dos motors/generadors connectats a l'engranatge central (MG1) i la corona (MG2), l'eix de transmissió del cigonyal de l'ICE connectat al portasatèl·lits i depenent de la generació del sistema, el grup reductor i el diferencial :
- Power Split Device: Tren planetari portasatèl·lits, connectat al motor tèrmic ICE, amb el MG1 connectat a l'engranatge central i el MG2 a la corona.
- MG1: Encarregat de carregar la bateria en estat de marxa, d'arrencar el motor tèrmic amb vehicle aturat i de regular-ne el règim de gir.
- MG2: Encarregat de moure el vehicle i de la frenada regenerativa.

## Funcionament

Esquema del Power Split Device a un Toyota Prius de primera i segona generació. El tren epicicloïdal reparteix el parell entre el MG2 connectat a la corona i el motor tèrmic ICE connectat al portasatèl·lits mitjançant el gir del MG1 connectat a l'engranatge central

La tecnologia Synergy Drive és un sistema de control electrònic fly by wire -sense connexions mecàniques entre el motor i els controls del motor-, tant l'accelerador com la palanca de canvi, ja que en un vehicle HSD el control computat només rep senyals elèctrics.
Gràcies al dispositiu distribuïdor de parell - Power Split Device -  integrat en el transeix que fa de caixa de canvis, les rodes motrius reben el parell d'empenta proporcionat per la corona del tren planetari, connectada directament al Motor/Generador número 2 -"MG2"-.
- A vehicle aturat la corona connectada directament a la transmissió no es mou, per la qual cosa el gir del Motor Generador número 1 -"MG1"-, necessàriament arrossegarà els satèl·lits que giraran lliurement al voltant de l'interior de la corona, movent el porta-satèl·lits connectat sòlidament al cigonyal del motor ICE que per tant arrencarà per assolir la seva temperatura de servei.

- Amb el vehicle en marxa amb la palanca en posició D, el Motor generador número 2 empenyerà la corona fent moure's al vehicle. La centraleta permetrà llavors el gir del motor generador 1 en buit, de manera que el "engranatge central" en no oferir resistència girarà en sentit contrari a la corona i els satèl·lits giraran sobre ells mateixos però sense transmetre moviment rotatori al motor tèrmic - ICE - que romandrà aturat. La velocitat màxima limitada a què pot girar MG1 són 6.500 rpm. , corresponents a mantenir el porta-satèl·lits estàtic amb la corona girant i el vehicle circulant en mode elèctric fins a uns 40 km/ha les primeres generacions de Prius. (A partir de la tercera generació es va instal·lar un segon tren epicicloïtal amb una relació 2.6/1 que permet circular en mode elèctric a velocitat de creuer)

- A partir d'aquesta velocitat (en models de les primeres generacions), o si l'afluència de parell necessari supera la capacitat del MG2, el MG1 s'aturarà, fent que la corona arrossegui els satèl·lits que giraran al voltant de l'engranatge central ara estàtic arrencant el motor tèrmic que un cop en marxa empenyerà el porta-satèl·lits aportant parell a la corona connectada amb les rodes. El règim de gir del motor tèrmic es manté en un règim òptim controlant la velocitat de MG1 connectat a l'engranatge central.

- Amb el vehicle en marxa normal quan el motor tèrmic està girant, la centraleta controla la demanda de càrrega de MG1 de manera que els satèl·lits empenyen tant a la corona com a l'engranatge central, induint gir al MG1 que recarrega la bateria alhora que controla la velocitat de l'ICE.

- Per anar enrere, el cervell del sistema invertirà les fases del MG2 alhora que permetrà a MG1 girar lliure per mantenir detingut el motor tèrmic. En cas de necessitat de parell superior a l'aportat per la bateria el MG1 arrencarà el motor tèrmic que girarà en el seu únic sentit de gir possible -contrari a MG2 en aquest cas- i, per tant, no aportarà parell mecànicament a la corona però permetrà utilitzar el MG1 per aportar energia elèctrica al MG2.

- Quan es necessita capacitat de retenció del motor, la centraleta induirà un camp magnètic a MG2 que actuarà com a fre motor -frenada regenerativa-. Si la bateria està propera a la capacitat màxima (funciona sempre entre el 20% i el 80% de la seva capacitat) la funció desapareix per protegir la bateria.

En aquest cas es fa servir la capacitat de reducció del motor tèrmic; passant la palanca a la posició "B" el MG1 gira arrossegant els satèl·lits i fent girar en buit el motor tèrmic sense impuls d'injecció. A partir de la tercera generació de transeixos, la inclusió d´un segon tren planetari va permetre reduir el règim de gir de MG1 en posició B.